# 豪伊杜納納什區

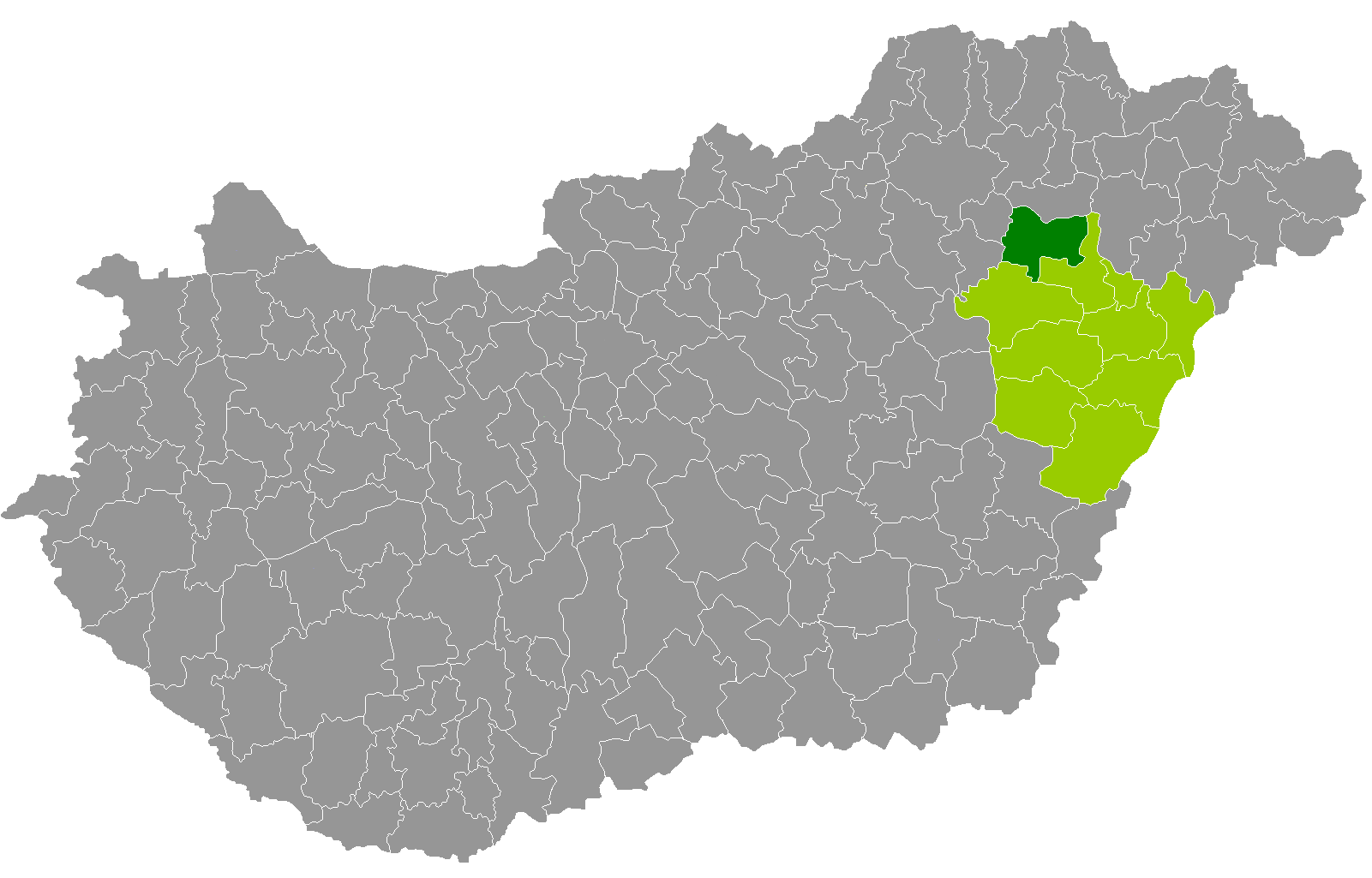

豪伊杜納納什區（匈牙利語：Hajdúnánási járás），是匈牙利豪伊杜-比豪爾州的一個區，位於該國東部，区府設於豪伊杜納納什，面積547平方公里，2011年人口29,614，人口密度每平方公里54人。

## 市镇
豪伊杜纳纳什区包含两个城镇和4个村庄。